# Mekmene Ben Amar
Mekmene Ben Amar är en sänka i Algeriet.   Den ligger i provinsen Naama, i den nordvästra delen av landet, 500 km sydväst om huvudstaden Alger. Arean är 3 270 kvadratkilometer.